# Trần Văn Rón
Trần Văn Rón (sinh năm 1961) là chính trị gia người Việt Nam. Ông hiện đang giữ chức Ủy viên Trung ương Đảng khóa XIII, Phó Chủ nhiệm Thường trực Ủy ban Kiểm tra Trung ương, nguyên Bí thư Tỉnh ủy Vĩnh Long.

## Xuất thân và giáo dục
Trần Văn Rón sinh ngày 1 tháng 11 năm 1961 quê quán tại xã Phú Lộc, huyện Tam Bình, tỉnh Vĩnh Long. Ông có trình độ Tiến sĩ triết học, Cử nhân kinh tế, cử nhân luật và cao cấp chính trị.

## Sự nghiệp
Ông từng trải qua nhiều chức vụ, như: Giám đốc Sở Công nghiệp, Giám đốc Sở Kế Hoạch & Đầu Tư, Bí thư Huyện ủy Vũng Liêm, Phó Bí thư Tỉnh ủy, Chủ tịch UBND tỉnh Vĩnh Long.
Tháng 3 năm 2014, Ban Thường vụ Tỉnh ủy điều động ông Trần Văn Rón giữ chức vụ Ủy viên Ban Thường vụ, Thường trực Tỉnh ủy, sau đó làm Phó Bí thư Tỉnh ủy Vĩnh Long, nhiệm kỳ 2010–2015.
Đến tháng 10 năm 2014, HĐND tỉnh Vĩnh Long khóa VIII tổ chức kỳ họp thứ 11 (kỳ họp bất thường), tại đây, ông Trần Văn Rón được bầu giữ chức Chủ tịch UBND tỉnh Vĩnh Long.
Tháng 3 năm 2015, ông Trần Văn Rón được Bộ Chính trị phân công làm Bí thư Tỉnh ủy Vĩnh Long, nhiệm kỳ 2010–2015 thay cho bà Đặng Thị Ngọc Thịnh.
Tháng 10 năm 2015, tại Đại hội Đảng bộ tỉnh Vĩnh Long lần thứ X, nhiệm kỳ 2015–2020, ông Trần Văn Rón tái đắc cử Bí thư Tỉnh ủy.
Tại Đại hội Đảng bộ tỉnh Vĩnh Long lần thư XI nhiệm kỳ 2020–2025 (tháng 9 năm 2020), ông tiếp tục tái đắc cử chức vụ Bí thư tỉnh ủy Vĩnh Long.
Ngày 2 tháng 2 năm 2021, tại Phiên họp thứ nhất Của Ủy Ban Kiểm tra Trung ương. Ông được bầu làm Phó Chủ nhiệm Thường trực Ủy ban Kiểm tra Trung ương.
Tháng 5 năm 2021, ông thôi giữ chức Bí thư Tỉnh ủy Vĩnh Long